# 賢者無敵
賢者無敵（英語：Invincible Sage，來港前稱），是一匹在澳洲和香港出賽的賽駒，練馬師是賀賢。競賽生涯中一勝國際一級賽。

## 簡介

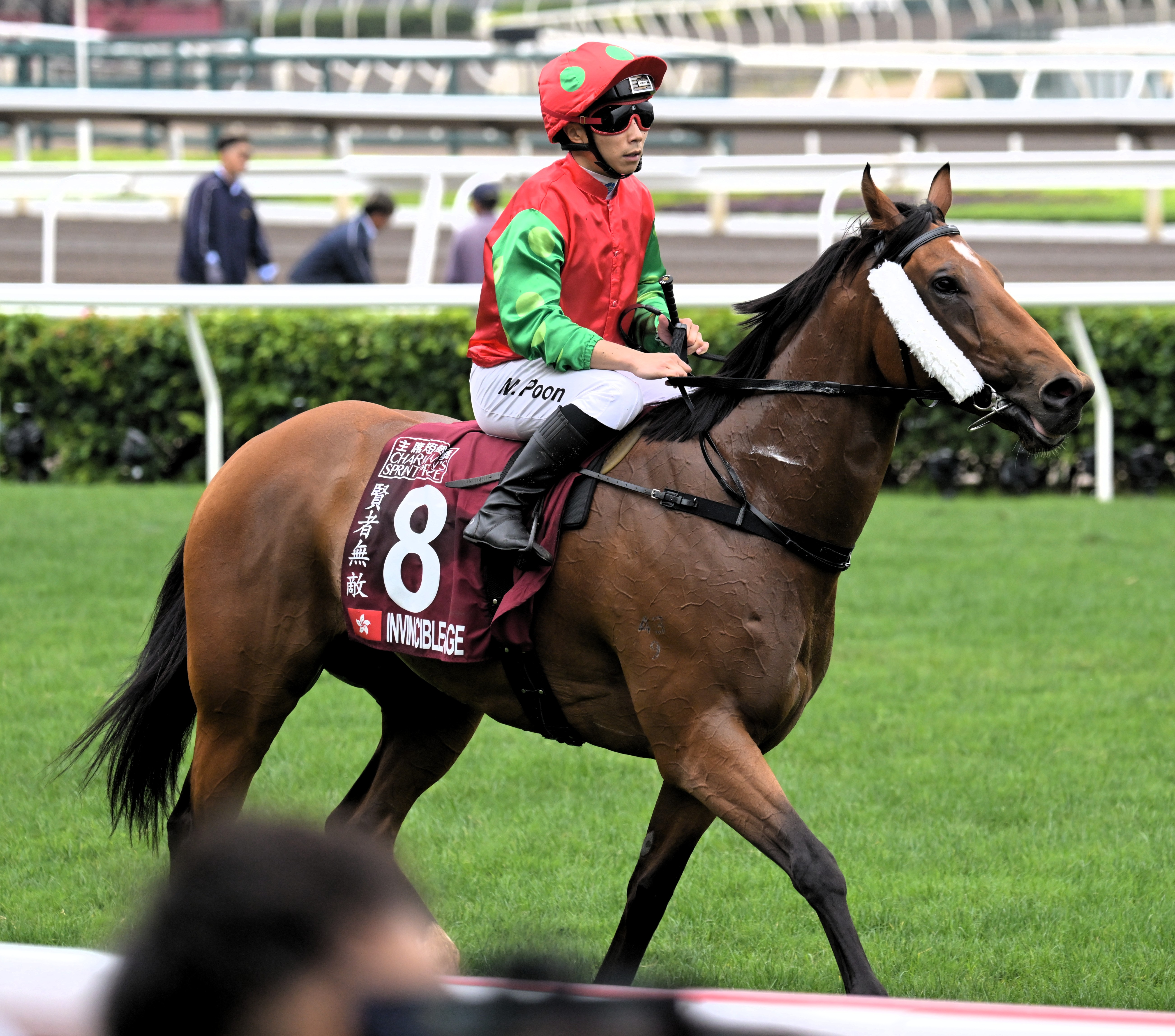
2025年4月27日，「賢者無敵」角逐主席短途獎2025，騎師潘明輝

2023年10月22日，「賢者無敵」打開其在港的勝利之門。
2023年12月17日，「賢者無敵」取得了三連捷，勝出第二班盃賽六福珠寶盃，而馬主取得了一百五十萬港元自購馬特別獎金。
2024年4月28日，布文策騎「賢者無敵」勝出國際一級賽主席短途獎。賽後，騎師布文亦對「賢者無敵」今仗的傑出表現讚不絕口，他說此駒確具頂級實力。布文說道：「我認為今仗受天雨影響的場地或有助馬兒的陣上發揮，但即使今日跑乾偏快地，我認為馬兒也會順利取勝。我對此駒的演出感到自豪，馬兒來港服役後很快已適應本地水土環境。上季我曾為牠取得不俗成績，牠的表現一直拾級而上，能見證這個過程，我感到十分高興。」他續說：「自從我的內子Christine及女兒在上季季中來港生活後，賀賢一直給我不少支持。能夠為賀賢及其馬房團隊取得這場大賽頭馬，確是別具意義。」布文一再讚賞「賢者無敵」的演出，更形容牠是香港短途佳駟的模範：「牠抵港後已迅即適應本地訓練及競賽環境，牠的體重一直有所增加，體型愈見紮實，觀感吸引，能夠策牠上陣並取得佳績，令我樂在其中。」練馬師賀賢說道：「這距我上次勝出頂級大賽已有一段長時間，正如不少人所說，這是我們每天起來都渴望取得的成就。我已有好一段日子未有勝出頂級賽事，因此今次能夠獲勝，當然為我帶來極大滿足感。」賀賢表示他不太清楚今日的黏軟場地，對「賢者無敵」的陣上演出有多大幫助。他就道：「我很難作出評估，可能要直至牠在偏快地上能達至同樣成就時，我們才會知道答案。然而，馬兒演出愈見進步，牠是那種實力評級一直不斷向上調的賽駒。此駒體形不算龐大，你較難想像牠可以勝出大賽，但牠表現真的續有進境，今日賽事中各項條件均合其發揮，令牠的取勝姿態顯得相對輕鬆。」

## 在港勝出賽事全紀錄
| 比賽日期   | 賽事名稱                         | 賽事班次 | 賽道 | 賽事路程 | 比賽馬場 | 名次 | 完成時間 | 騎師 |
| ---------- | -------------------------------- | -------- | ---- | -------- | -------- | ---- | -------- | ---- |
| 22/10/2023 | 中國香港亞運獎牌運動員盃（讓賽） | 第三班   | 草地 | 1000米   | 沙田馬場 | 1    | 0:56.90  | 布文 |
| 11/11/2023 | PANASONIC 4K電視讓賽             | 第三班   | 草地 | 1000米   | 沙田馬場 | 1    | 0:56.91  | 布文 |
| 17/12/2023 | 六福珠寶盃（讓賽）               | 第二班   | 草地 | 1000米   | 沙田馬場 | 1    | 0:57.08  | 潘頓 |
| 28/04/2024 | 主席短途獎                       | G1       | 草地 | 1200米   | 沙田馬場 | 1    | 1:09.33  | 布文 |

## 在港一級賽出賽全紀錄
| 比賽日期   | 賽事名稱         | 賽事班次 | 賽道 | 賽事路程 | 比賽馬場 | 名次 | 完成時間 | 騎師   |
| ---------- | ---------------- | -------- | ---- | -------- | -------- | ---- | -------- | ------ |
| 28/04/2024 | 主席短途獎       | G1       | 草地 | 1200米   | 沙田馬場 | 1    | 1:09.33  | 布文   |
| 08/12/2024 | 浪琴香港短途錦標 | G1       | 草地 | 1200米   | 沙田馬場 | 10   | 1:08.95  | 薛恩   |
| 19/01/2025 | 百週年紀念短途盃 | G1       | 草地 | 1200米   | 沙田馬場 | 4    | 1:07.85  | 艾道拿 |
| 23/02/2025 | 女皇銀禧紀念盃   | G1       | 草地 | 1400米   | 沙田馬場 | 7    | 1:20.81  | 霍宏聲 |
| 27/04/2025 | 主席短途獎       | G1       | 草地 | 1200米   | 沙田馬場 | 4    | 1:08.62  | 潘明輝 |

## 在港以外大賽出賽全紀錄
| 比賽日期   | 賽事名稱 | 賽事班次 | 賽道 | 賽事路程 | 比賽馬場 | 名次 | 完成時間 | 騎師    |
| ---------- | -------- | -------- | ---- | -------- | -------- | ---- | -------- | ------- |
| 13/08/2022 | 威恩錦標 | G3       | 草地 | 1100米   | 蘭域馬場 | 2    | —        | W Price |

## 外部連結
- . 2023-12-17  [2023-12-17].
- . 2024-04-28  [2024-04-28]. （原始内容存档于2024-05-05）.